# Biserica Adormirea Maicii Domnului - Donie din Focșani
Biserica Adormirea Maicii Domnului - Donie din Focșani este un monument istoric aflat pe teritoriul municipiului Focșani.
Biserica „Adormirea Maicii Domnului”-Donie a fost construita de catre Donie Damian (vistiernicul domnitorului Constantin Brâncoveanu), între anii 1694-1714. Biserica, monument istoric, este zidita din caramida pe fundatie de caramida, în forma de cruce in stil brâncovenesc, cu o singura turla deasupra pronaosului. Absidele naosului sunt bine proportionate cu Sf. Altar, de care este despartit de o solee larga in amfiteatru si o catapeteasma de lemn. Sfântul Altar are o usa la miazazi si un intrând la miazanoapte; pe jos se afla mozaic, iar stranile au o frumoasa sculptura. Pictura din interiorul bisericii s-a executat în etape si stiluri diferite de catre Adolf Cantini între anii 1940-1948, degradându-se în timp din cauza umiditatii.